# Amanoa anomala
Amanoa anomala är en emblikaväxtart som beskrevs av Elbert Luther Little. Amanoa anomala ingår i släktet Amanoa och familjen emblikaväxter. IUCN kategoriserar arten globalt som akut hotad.
Artens utbredningsområde är Ecuador. Inga underarter finns listade i Catalogue of Life.